# Garrigues (Tarn)
Garrigues ist eine französische Gemeinde  mit 317 Einwohnern (Stand 1. Januar 2022) im Département Tarn in der Region Okzitanien. Sie gehört zum Kanton Les Portes du Tarn und zum Arrondissement Castres.

## Geographie
Garrigues liegt etwa acht Kilometer westlich von Lavaur, an der Grenze zum benachbarten Département Haute-Garonne. Der Ort liegt am rund 13 Kilometer langen Flüsschen Laragou, das in der Nachbargemeinde Montpitol zum Lac du Laragou aufgestaut wurde. Ein Teil der Seefläche gehört zu Garrigues.
Die Gemeinde grenzt im Nordwesten an Azas, im Norden an Lugan, im Nordosten und im Südosten an Lavaur, im Osten an Saint-Agnan, im Süden an Verfeil und im Westen an Montpitol.

## Bevölkerungsentwicklung
| Jahr      | 1962 | 1968 | 1975 | 1982 | 1990 | 1999 | 2008 | 2015 |
| --------- | ---- | ---- | ---- | ---- | ---- | ---- | ---- | ---- |
| Einwohner | 128  | 126  | 116  | 153  | 154  | 213  | 294  | 263  |

## Sehenswürdigkeiten
- Kirche Notre-Dame-de-l’Assomption
- Schlosskapelle (Chapelle du château) im Ortsteil Lagassié